# كاميلي مندوزا
كاميلي مندوزا (بالفرنسية: Camille Mendoza)‏ هي متزلجة فنية فرنسية، ولدت في 29 نوفمبر 1994 في تولوز في فرنسا.

## وصلات خارجية
- كاميلي مندوزا على موقع الاتحاد الدولي للتزلج (الإنجليزية)
- كاميلي مندوزا على موقع الاتحاد الدولي للتزلج (الإنجليزية)